# Вулиця Київська (Умань)
Ву́лиця Ки́ївська — вулиця в Умані.

## Розташування
Починається від кола на вулиці Тищика біля автовокзалу на південному заході. Простягається на північний схід до Софіївської Слобідки і далі до села Родниківка, де переходить у однойменну вулицю села.

## Опис
Вулиця широка, по 1-2 смузі руху в кожен бік, з розширенням біля автовокзалу. При перетині з вулицями Комарова та Інтернаціональною знаходиться майдан Перемоги з круговим рухом.

## Походження назви
Вулиця названа на честь Києва, так як є транзитною вулицею в бік столиці.

## Будівлі
По вулиці розташовані автовокзал, АЗС, новий вхід до дендропарку Софіївка, ДЮСШ, загальноосвітня школа № 5.

Готель дендропарку Софіївка
Пам'ятник загиблим воїнам ВВВ
На площі Перемоги

| Умань | Це незавершена стаття про Умань. Ви можете допомогти проєкту, виправивши або дописавши її. |